# Fergus Ier de Dalriada
Fergus Mór mac Eirc (Fergus Mòr Mac Earca en gaélique écossais) était un roi légendaire de Dál Riata. Il fut le fils de Erc. Venant d'Irlande il aurait occupé le nord-ouest de l'Écosse et partagé sa conquête avec ses frères Loarn et Aongus.

## Biographie
Vers la fin du Ve siècle, Erc mac Eochaid (mort vers 474), descendant de Caibre Riata (vers 220) le fils de l’Ard ri Érenn, Conaire Cóem (157-165), régnait sur le Dalriada petit royaume d'Irlande situé dans l'actuel Comté d'Antrim en Ulster. Selon le Senchus Fer n-Alban document généalogique du Xe siècle, trois de ses six fils Fergus, Loarn et Oengus se mirent à la tête d’une expédition destinée à fonder ou plus sûrement à renforcer une colonie créée outremer. Bède de son côté au début du VIIIe siècle relate ainsi l’évènement :
« La Bretagne accueillit un troisième peuple les Scots. Ceux-ci émigrèrent sous la conduite de leur chef Reuda (i.e. Caibre Riata le fondateur d’un premier établissement, confondu avec son descendant Fergus Mór mac Erc ?), s’emparèrent, en négociant ou en usant de la force, des colonies, dont ils disposent toujours. On les appelle encore Dalreudins, du non de leur chef, car dans leur langue "daal" signifie une part. »
Les Scots s’établirent dans le nord ouest de l’Écosse moderne. Fergus Mór mac Erc ou son frère Loarn mac Eirc fut peut être le premier roi indépendant de ce territoire qui restait une province irlandaise. Les trois frères se répartirent le pays et y établirent leur clan (Cinél ou Cenél) terme qui signifie d’ailleurs « apparenté ».
Le Duan Albanach accorde à Fergus Mór un règne de 27 ans. Seule sa mort fait l'objet d'une entrée en l'an 503 dans les Annales de Tigernach qui relèvent : « Mort de Fergus Mor mac Erc qui occupa une partie de la Bretagne avec les gens du Dalriada ».

## Postérité
Le Senchus Fer n-Alban n'attribue à Fergus Mór qu'un fils unique et successeur Domangart mac Fergusa. Ce dernier fut le père de Gabrán mac Domangairt éponyme du Cenél Gabráin et de Comgall mac Domangairt ancêtre du Cenél Comgaill.
Alors que sa véritable existence est sujette à caution, l'importance posthume de Fergus Mor mac Erca en tant que fondateur du royaume dans le mythe national de l'Écosse médiévale et de la Renaissance est importante. Les souverains d'Écosse, de Kenneth Ier d'Écosse jusqu'à aujourd'hui se réclament descendants de Fergus Mór.

## Fergus dans la littérature postérieure
Andrew Wyntoun dans sa chronique du début du XVe siècle Orygynale Cronykil of Scotland indique que
Fergus est le premier scot à régner en Écosse, et que  Cináed mac Ailpín est son descendant. Il complète en précisant que Fergus apporte d'Irlande la  Pierre de Scone et qu'il a comme successeur un fils nommé Dúngal. Une liste de roi suit elle est corrompue mais a des similitudes aves celles issues des premières sources.
Si l'œuvre de Wyntoun n'apporte que peu de complément aux récits initiaux, à la fin du XVIe siècle Georges Buchanan dans son  Rerum Scoticarum Historia en ajoute de nombreux, en suivant généralement Jean de Fordun. Dans cette version, les Scots sont chassés d'Écosse quand les Romains sous  Magnus Maximus conquièrent toute l'Île de Bretagne. Son grand-oncle Eugenius Ier est tué par les romains et Fergus, Fergusius II dans le récit de Buchanan doit s'exiler en Scandinavie.  Il combat ensuite avec les Francs, avant de retourner reconquérir ses domaines en Écosse. Il est tué lors d'un combat contre  Durstus, roi des Pictes, et il a comme successeur son fils Eugenius II. Une tradition fait remonter l'origine du Clan Cameron au fils de la famille royale de Danemark qui assiste Fergus II lors de sa restauration en Écosse !  
Le roi Jacques VI d'Écosse, partage le point de vue de Buchanan sur les origines de sa lignée, se décrivant lui-même dans des vers composés à l'attention de son épouse Anne de Danemark, comme l' « Heureux Monarque issu de la race de Fergus ». Jacques VI n'est pas le dernier souverain à partager cette croyance. La grande galerie du Palais de Holyrood à Édimbourg est décorée par 89 portraits de Jacob de Wet représentants les monarques écossais de Fergus à Charles II d'Angleterre.
Les partisans irlandais de Jacques VII d'Angleterre souhaitent la bienvenue au roi à  Kilkenny pendant la campagne de Guillaume d'Orange en Irlande, en déclarant, « Nous avons mené un Fergus en Écosse ; nous accueillons dans Jacques le Second l'héritier indubitable de Fergus par la descendance linéaire de cent dix têtes couronnées ».

## Sources
- (en) Alan Orr Anderson, Early Sources of Scottish History A.D 500–1286, vol. 1 & 2, Stamford, Paul Watkins, 1990, 2e éd. (ISBN 1-871615-03-8).
- (en) Marjorie Ogilvie Anderson, Kings and Kingship in Early Scotland, Edinburgh, John Donald Birlinn Ltd, 2011, 3e éd., 310 p. (ISBN 9781906566302), p. 9, 32, 35, 64, 68, 106, 135-138, 158, 174, 200, 212-214, 216, 238, 243, 253, 257, 264, 267, 270, 283, 281-283, 286, 288, 290.
- (en) Ann Williams, Alfred P. Smyth et D P Kirby, A Bibliographical Dictionary of Dark Age Britain (England, Scotland and Wales c.500-c.1050), Londres, Seaby, 1991, 253 p. (ISBN 1 852640472), p. 138.
- (en) William Forbes Skene, John of Fordun's Chronicle of the Scottish Nation, réédition CreateSpace, 2014, 460 p. (ISBN 9781505382860).